# 45. Tony-gála
A 45. Tony-gála az 1990/1991-es szezon legjobb Broadway színházi alakításait értékelte. A díjátadót 1991. június 2-án tartották a New York-i Minskoff Theatreben, a műsor házigazdái Julie Andrews és Jeremy Irons voltak. A gálát az CBS televízióadó közvetítette élőben.

## Győztesek és jelöltek
A nyertesek félkövérrel jelölve.
| Legjobb színdarab | Legjobb musical |
| --- | --- |
| - Yonkersi árvák – Neil Simon - Our Country's Good – Timberlake Wertenbaker - Árnyékország – William Nicholson - Hatszoros ölelés – John Guare | - The Will Rogers Follies - Miss Saigon - Once on This Island - The Secret Garden |
| Legjobb színdarab újra a színpadon | Legjobb szövegkönyv musicalben |
| - Hegedűs a háztetőn - A fösvény - Pán Péter | - Marsha Norman – The Secret Garden - Alain Boublil, Claude-Michel Schönberg – Miss Saigon - Lynn Ahrens – Once on This Island - Peter Stone – The Will Rogers Follies                                                               |
| Legjobb férfi főszereplő színdarabban | Legjobb női főszereplő színdarabban |
| - Nigel Hawthorne – Árnyékország (C. S. Lewis) - Peter Frechette – Our Country's Good (Ralph Clark) - Tom McGowan – A bohóc (Valere) - Courtney B. Vance – Hatszoros ölelés (Paul) | - Mercedes Ruehl – Yonkersi árvák (Bella Kurnitz) - Stockard Channing – Hatszoros ölelés (Ouisa Kittredge) - Julie Harris – Lucifer's Child (Karen Blixen) - Cherry Jones – Our Country's Good (Liz Morden/Johnson tisztelendő anya) |
| Legjobb férfi főszereplő musicalben | Legjobb női főszereplő musicalben |
| - Jonathan Pryce – Miss Saigon (A mérnök) - Keith Carradine – The Will Rogers Follies (Will Rogers) - Paul Hipp – Buddy: The Buddy Holly Story (Buddy Holly) - Topol – Hegedűs a háztetőn (Tevye) | - Lea Salonga – Miss Saigon (Kim) - June Angela – Shōgun: The Musical (Lady Mariko) - Dee Hoty – The Will Rogers Follies (Betty Blake) - Cathy Rigby – Pán Péter (Pán Péter)                                                         |
| Legjobb férfi mellékszereplő színdarabban | Legjobb női mellékszereplő színdarabban |
| - Kevin Spacey – Yonkersi árvák (Louie bácsi) - Adam Arkin – I Hate Hamlet (Gary Peter Lefkowitz) - Dylan Baker – A bohóc (County herceg) - Stephen Lang – The Speed of Darkness (Lou) | - Irene Worth – Yonkersi árvák (Kurnitz nagyi) - Amelia Campbell – Our Country's Good (További szereplők) - Kathryn Erbe – The Speed of Darkness (Mary) - J. Smith-Cameron – Our Country's Good (William Faddy)                      |
| Legjobb férfi mellékszereplő musicalben | Legjobb női mellékszereplő musicalben |
| - Hinton Battle – Miss Saigon (John) - Bruce Adler – Those Were the Days (További szereplők) - Gregg Burge – Oh, Kay! (Billy Lyes) - Willy Falk – Miss Saigon (Chris) | - Daisy Eagan – The Secret Garden (Mary Lennox) - Alison Fraser – The Secret Garden (Martha Sowerby) - Cady Huffman – The Will Rogers Follies (Ziegfeld kedvence) - LaChanze – Once on This Island (Ti Moune)                        |
| Legjobb eredeti zene | Legjobb koreográfia |
| - The Will Rogers Follies – Cy Coleman (zene), Betty Comden, Adolph Green (dalszöveg) - Miss Saigon – Claude-Michel Schönberg (zene) Richard Maltby, Jr., Alain Boublil (dalszöveg) - Once on This Island – Stephen Flaherty (zene), Lynn Ahrens (dalszöveg) - The Secret Garden – Lucy Simon (zene), Marsha Norman (dalszöveg) | - Tommy Tune – The Will Rogers Follies - Bob Avian – Miss Saigon - Graciela Daniele – Once on This Island - Dan Siretta – Oh, Kay!                                                                                                   |
| Legjobb színdarabrendező | Legjobb musicalrendező |
| - Jerry Zaks – Hatszoros ölelés - Richard Jones – A bohóc - Mark Lamos – Our Country's Good - Gene Saks – Yonkersi árvák | - Tommy Tune – The Will Rogers Follies - Graciela Daniele – Once on This Island - Nicholas Hytner – Miss Saigon - Eleanor Reissa – Those Were the Days                                                                               |
| Legjobb díszlettervezés | Legjobb jelmeztervezés |
| - Heidi Landesman – The Secret Garden - Richard Hudson – A bohóc - John Napier – Miss Saigon - Tony Walton – The Will Rogers Follies | - Willa Kim – The Will Rogers Follies - Theoni V. Aldredge – The Secret Garden - Judy Dearing – Once on This Island - Patricia Zipprodt – Shōgun: The Musical                                                                        |
| Legjobb látványtervezés | |
| - Jules Fisher – The Will Rogers Follies - David Hersey – Miss Saigon - Allen Lee Hughes – Once on This Island - Jennifer Tipton – A bohóc | |

### Különdíjak
- A legjobb körzeti színház: Yale Repertory Theater, New Haven, Connecticut
- Tiszteletbeli Tony-díj: George Moore (posztumusz)

## Előadott számok és jelenetek
- Miss Saigon ("The Heat is On in Saigon"/"Last Night of the World"/"I Still Believe"/"You Will Not Touch Him"/"The American Dream" - Lea Salonga, Jonathan Pryce)
- Once on This Island ("The Human Heart"/"Mama Will Provide" - La Chanze, Lillias White)
- The Secret Garden
- The Will Rogers Follies ("Will-A-Mania"/"Favorite Son" - Keith Carradine, Cady Huffman)
- How to Succeed in Business Without Really Trying ("The Year of the Musical Actor"/"I Believe in You" - Robert Morse)
- Hegedűs a háztetőn ("If I Were a Rich Man" - Topol)
- Bye Bye Birdie ("Rosie" - Tommy Tune, Ann Reinking)
- My Fair Lady, Camelot ("Wouldn't It Be Loverly"/"Camelot"/"I Could Have Danced All Night" - Julie Andrews)
- Az operaház fantomja ("Music of the Night" - Michael Crawford)

## Műsorvezetők
A gálán az alábbi műsorvezetők működtek közre:
- Carol Channing
- Joan Collins
- Tyne Daly
- Whoopi Goldberg
- Joel Grey
- Steve Guttenberg
- Audrey Hepburn
- Raúl Juliá
- Jackie Mason
- Shirley MacLaine
- James Naughton
- Penn & Teller
- Anthony Quinn
- Lily Tomlin
- Denzel Washington

## Fordítás
- Ez a szócikk részben vagy egészben  a(z)   45th Tony Awards című angol Wikipédia-szócikk fordításán alapul.  Az eredeti cikk szerkesztőit annak laptörténete sorolja fel. Ez a jelzés csupán a megfogalmazás eredetét és a szerzői jogokat jelzi, nem szolgál a cikkben szereplő információk forrásmegjelöléseként.